# Edwin John Davis
Edwin John Davis (* 16. Juli 1826 in Worcester; † November 1901 in Ägypten) war ein anglikanischer Geistlicher und Forschungsreisender in Kleinasien.

## Leben
Edwin John Davis studierte ab 1845 an Magdalen Hall in Oxford und erwarb dort 1851 den B.A., 1861 den M.A. Er wurde am 3. Juni 1860 zum Diakon geweiht und 1861 zum Priester.
Vom 29. November 1861 bis zum 1. Januar 1875 war er Kaplan beim Britischen Konsulat in Alexandria, blieb jedoch auch danach weiter Geistlicher der anglikanischen Gemeinde in Alexandria. 1887 erhielt er den Titel eines Kaplans beim Bischof von Jerusalem.
Er unternahm zwei Reisen in das damals noch wenig bekannte Kleinasien. Von April bis Mai 1872 bereiste er Westkleinasien, von April bis August 1875 bereiste er Kilikien, Lykaonien, Kappadokien und Isaurien. Von beiden Reisen publizierte er Reiseberichte, die teilweise die Erstbeschreibungen von Orten und Denkmälern enthalten.
Sein Bruder war der Maler Edward Thomson Davis (1833–1867).

## Veröffentlichungen
- The Canopus Stone. In: The Century Magazine. August 1873, S. 414–420.
- Anatolica: or, The journal of a visit to some of the ancient ruined cities of Caria, Phrygia, Lycia, and Pisidia. Grand and Co. Publishing, London 1874 (Digitalisat).
  - türkische Übersetzung: Anadolu : XIX. yüzyılda Caria, Phrygia, Lycia ve Pisidia’nın bazı antik kentlerine yapılan bir gezinin öyküsü. Arkeoloji ve Sanat, Istanbul 2006, ISBN 9789944750028.
- Life in Asiatic Turkey a Journal of Travel in Cilicia (Pedias and Trachoea), Isauria, and Parts of Lycaonia and Cappadocia. Edward Stanford Publishing, London 1879 (Digitalisat).
  - türkische Übersetzung: Asyatik Türkiye'de yaşam. 1875 Yılında Adana, Mersin, Osmaniye, Maraş, Konya ve Karaman'a Seyahat. Akademisyen Kitabevi, Ankara 2022, ISBN 9786258155983.
- Osmanli Proverbs and Quaint Sayings. 4300 sentences in Turkish, printed in Roman characters, with English translations, explanations, and a guide to the pronunciation. Sampson Low Publishing, London 1897.[8]
- The invasion of Egypt in A.D. 1249 (A. H. 647) by Louis IX. of France (St. Louis) and a history of the contemporary sultans of Egypt. Sampson Low, Marston & Co., London 1897 (Digitalisat).